# Stegaspis bracteata
Stegaspis bracteata är en insektsart som beskrevs av Fabricius. Stegaspis bracteata ingår i släktet Stegaspis och familjen hornstritar. Inga underarter finns listade i Catalogue of Life.